# Sidi Daoud (kommun i Algeriet)
Sidi Daoud är en ort i Algeriet.   Den ligger i provinsen Boumerdès, i den norra delen av landet, 70 km öster om huvudstaden Alger. Sidi Daoud ligger 58 meter över havet och antalet invånare är 16 900.
Terrängen runt Sidi Daoud är lite kuperad. Runt Sidi Daoud är det tätbefolkat, med 331 invånare per kvadratkilometer. Närmaste större samhälle är Draa Ben Khedda, 16,4 km sydost om Sidi Daoud. Trakten runt Sidi Daoud består till största delen av jordbruksmark.